# Buttsweat and Tears
Buttsweat and Tears is een ep van de Amerikaanse punkband The Lawrence Arms. Ze werd uitgegeven op 27 oktober 2009 op het Californische punklabel Fat Wreck Chords en was daarmee de laatste uitgave van de band via dit label. Het was tevens de eerste uitgave van de band in zo'n drie jaar tijd. In deze drie jaar hadden zanger-bassist Brendan Kelly en drummer Neil Hennessy de band The Falcon opgericht, was Hennessy bij Smoking Popes gaan spelen en was zanger-gitarist Chris McCaughan bij de band Sundowner gaan spelen.
De ep werd in juni 2009 opgenomen. De datum waarop het album uitgegeven zou worden, werd in de daaropvolgende week bekendgemaakt. Het werd zowel in de vorm van een 7" plaat als een muziekdownload uitgegeven. Op de muziekdownload-versie van het album is een bonustrack te horen.

## Nummers

### Vinylversie
1. "Spit Shining Shit" - 2:54
2. "The Slowest Drink at the Saddest Bar on the Snowiest Day in the Greatest City" - 3:13
3. "Them Angels Been Talkin’" - 2:48
4. "The Redness in the West" - 2:38

### Muziekdownload
1. "Spit Shining Shit" - 2:54
2. "The Slowest Drink at the Saddest Bar on the Snowiest Day in the Greatest City" - 3:13
3. "Them Angels Been Talkin’" - 2:48
4. "Demons" - 2:14
5. "The Redness in the West" - 2:38

## Band
- Chris McCaughan - gitaar, zang
- Brendan Kelly - basgitaar, zang
- Neil Hennessy - drums